# دختر همسایه (فیلم ۱۹۶۰)
دختر همسایه  (به انگلیسی: Adutha Veettu Penn) و (به انگلیسی: The Girl Next Door) فیلمی هندی محصول سال ۱۹۶۰ و به کارگردانی وادانتام راگاوایا است. در این فیلم بازیگرانی همچون آنجلی دوی، تی.آر.راماچاندران و کی.ای تانگاولو ایفای نقش کرده‌اند.